# Liga Premier de Armenia 2020-21
La Liga Premier de Armenia 2020-21 fue la edición número 29 de la Liga Premier de Armenia. La temporada comenzó el 14 de agosto de 2020 y terminó el 28 de mayo de 2021.
La temporada pasada el Ararat-Armenia consiguió el segundo título de su historia y segundo consecutivo.

## Ascensos y descensos
Ereván se retiró de la liga la temporada pasada. Van ascendió tras ganar la Primera Liga 2019-20
| Pos. | Descendido de la Liga Premier de Armenia 2019-20 |
| ---- | ------------------------------------------------ |
| 10.º | Ereván                                           |

| Pos. | Ascendido de la Primera Liga de Armenia 2019-20 |
| ---- | ----------------------------------------------- |
| 1.º  | Van                                             |

## Sistema de competición
Los diez equipos participantes jugaron entre sí todos contra todos tres veces totalizando 27 partidos cada uno, al término de la jornada 27, el primer clasificado se coronó campeón y clasificó a la primera ronda de la Liga de Campeones 2021-22, mientras que el segundo y el tercer clasificado obtuvieron un cupo para la primera ronda de la Liga de Conferencia Europa 2021-22. El último clasificado descendió a la Primera Liga de Armenia 2021-21.
Un tercer cupo para la primera ronda de la Liga de Conferencia Europa 2021-22 se asignará al campeón de la Copa de Armenia.

## Equipos participantes
| Equipo         | Ciudad       | Estadio                        | Capacidad |
| -------------- | ------------ | ------------------------------ | --------- |
| Alashkert      | Ereván       | Alashkert Stadium              | 6850      |
| Ararat         | Ereván       | Estadio Republicano            | 14 403    |
| Ararat-Armenia | Ereván       | Estadio de la Academia Avan    | 1428      |
| Gandzasar      | Kapan        | Estadio de la Academia Avan    | 1428      |
| Lori           | Vanadzor     | Academia de fútbol de Vanadzor | 880       |
| Noah           | Ereván       | Alashkert Stadium              | 6850      |
| Pyunik         | Ereván       | Estadio Republicano            | 14 403    |
| Shirak         | Gyumri       | Gyumri City Stadium            | 4500      |
| Urartu         | Ereván       | Banants Stadium                | 4860      |
| Van            | Charentsavan | Charentsavan City Stadium      | 5000      |

## Tabla de posiciones
| Pos. | Equipo         | Pts. | PJ | G  | E | P  | GF | GC | Dif. | Clasificación 2021–22                          |
| ---- | -------------- | ---- | -- | -- | - | -- | -- | -- | ---- | ---------------------------------------------- |
| 1    | Alashkert (C)  | 46   | 24 | 13 | 7 | 4  | 25 | 15 | +10  | Primera ronda de la Liga de Campeones          |
| 2    | Noah           | 41   | 24 | 12 | 5 | 7  | 35 | 20 | +15  | Primera ronda de la Liga de Conferencia Europa |
| 3    | Urartu         | 41   | 24 | 12 | 5 | 7  | 28 | 19 | +9   | Primera ronda de la Liga de Conferencia Europa |
| 4    | Ararat         | 40   | 24 | 11 | 7 | 6  | 34 | 18 | +16  | Primera ronda de la Liga de Conferencia Europa |
| 5    | Ararat-Armenia | 38   | 24 | 10 | 8 | 6  | 32 | 17 | +15  |                                                |
| 6    | Van            | 31   | 24 | 9  | 4 | 11 | 25 | 30 | −5   |                                                |
| 7    | Pyunik         | 25   | 24 | 6  | 7 | 11 | 20 | 18 | +2   |                                                |
| 8    | Lori           | 23   | 24 | 7  | 2 | 15 | 16 | 44 | −28  |                                                |
| 9    | Shirak         | 13   | 24 | 2  | 7 | 15 | 19 | 53 | −34  | Descenso a la Primera Liga de Armenia          |
| 10   | Gandzasar      | 0    | 0  | 0  | 0 | 0  | 0  | 0  | 0    | Disuelto                                       |

 Fuente: FFA, Soccerway
Notas:
1. ↑  El Ararat obtuvo un cupo para la Primera ronda de la Liga Conferencia Europa 2021-22, tras ganar la Copa de Armenia 2020-21.
2. ↑  El 12 de marzo de 2021, el Lori presentó denuncias contra Alashkert ya que no se presentaron para el partido del 2 marzo y pedían la derrota técnica del Alashkert. El Comité disciplinario falló a favor del Alashkert y finalmente el 12 de marzo de 2021, Lori anunció que se retiraba de la liga de Armenia. Todos los partidos restantes a la jornada 18 se otorgan 0-3 contra ellos.[5][6]
3. ↑  El 3 de noviembre de 2020, Gandzasar anunció que se retiraba de la liga y de la Copa de Armenia, debido a la difícil situación socioeconómica actual por la Pandemia de COVID-19 y la Guerra del Alto Karabaj.[7][8]

## Resultados cruzados
| Local \ Visitante | ALA | ARA | FCA | LOR | NOA | PYU | SHI | URA | VAN |
| ----------------- | --- | --- | --- | --- | --- | --- | --- | --- | --- |
| Alashkert         | —   | 1–2 | 0–0 | 2–1 | 1–0 | 0–0 | 0–0 | 1–2 | 2–1 |
| Ararat            | 0–0 | —   | 1–0 | 3–0 | 1–1 | 1–0 | 4–0 | 2–0 | 0–0 |
| Ararat-Armenia    | 1–2 | 0–0 | —   | 1–2 | 3–1 | 2–1 | 7–0 | 0–1 | 3–0 |
| Lori              | 0–1 | 1–0 | 0–1 | —   | 2–0 | 1–0 | 3–2 | 1–1 | 0–1 |
| Noah              | 1–2 | 2–1 | 0–0 | 3–1 | —   | 0–1 | 2–2 | 1–1 | 4–0 |
| Pyunik            | 1–1 | 1–1 | 0–1 | 1–1 |     | —   | 0–2 | 0–0 | 0–0 |
| Shirak            | 1–1 | 0–3 | 2–2 | 0–1 | 0–3 | 0–2 | —   | 0–3 | 0–0 |
| Urartu            | 1–2 | 1–0 | 1–2 | 3–0 | 0–3 | 0–1 | 1–0 | —   | 2–0 |
| Van               | 0–1 | 0–1 | 0–1 | 1–2 | 0–1 | 1–0 | 3–1 | 3–1 | —   |

| Local \ Visitante | ALA | ARA | FCA | LOR | NOA | PYU | SHI | URA | VAN |
| ----------------- | --- | --- | --- | --- | --- | --- | --- | --- | --- |
| Alashkert         | —   | —   | 1–0 | 3–0 | —   | 1–0 | —   | 1–0 | —   |
| Ararat            | 0–1 | —   | —   | 3–0 | 2–3 | —   | 5–2 | —   | —   |
| Ararat-Armenia    | —   | 1–1 | —   | —   | 0–0 | —   | 2–1 | —   | 2–3 |
| Lori              | —   | —   | 0–3 | —   | 0–3 | —   | 0–3 | 0–3 | —   |
| Noah              | 1–0 | —   | —   | —   | —   | 1–0 | 3–0 | —   | 1–2 |
| Pyunik            | —   | 1–2 | 0–0 | 3–0 | —   | —   | —   | 0–1 | —   |
| Shirak            | 0–0 | —   | —   | —   | —   | 1–5 | —   | 1–1 | —   |
| Urartu            | —   | 2–0 | 0–1 | —   | 1–0 | —   | —   | —   | 2–1 |
| Van               | 3–1 | 1–1 | —   | 3–0 | —   | 0–3 | —   | —   | —   |